# Ichinomiya, Chiba
Ichinomiya (japanska: 一宮町?, Ichinomiya-machi) är en landskommun (köping) i Chiba prefektur i Japan. 
Vid stranden vid Tsurigasaki hölls tävlingarna i surfing vid olympiska sommarspelen 2020.